# Creatures (álbum)
Creatures —en español: Criaturas— el álbum debut de la banda estadounidense de metalcore Motionless in White, lanzado al mercado el 12 de octubre de 2010 a través del sello discográfico Fearless Records. Las canciones del material han sido asociadas a un estilo rock gótico y operístico, un metalcore sinfónico e instrumental y un horror-punk. En este material se contó con el hecho de poder agradecerle a los fanes, referidos a ellos como «Creatures». De hecho, gracias a esta iniciativa la banda a través de MySpace, llegó a recibir cerca de 300 correos electrónicos en los que se incluían letras de canciones, poemas, historias y contenido lírico de cada uno de sus seguidores. Las grabaciones del disco se realizaron durante mayo de 2010. Chris destaca en este álbum una nueva reinvención de la banda, así como una música más profunda tanto en su lírica como en su instrumentación. Es el último trabajo discográfico con el guitarrista TJ Bell y el primero con el bajista Ricky "Horror" Olson que posteriormente pasó a ser guitarrista.
La inspiración para el disco provino de la influencia de la cultura de horror, vampiros, bandas como The Black Dahlia Murder, películas como The Lost Boys, The Crucible, The Legend Of Sleepy Hollow y Edward Scissorhands, así como también de las historias en honor a Jack el Destripador, los juicios de Salem Witch y Abigail Williams. Además, el álbum contó con la producción de Andrew Wade, Tim Skold y Jason Suecof. Tras su lanzamiento, logró ingresar en las listas estadounidenses Billboard 200, Billboard Independent Albums y Billboard Hard Rock Albums; asimismo, Gregory Burkart, de Fearnet, nombró a «Count Choculitis» como «Mejor Canción de 2010». Durante enero de 2012 se confirmó que el disco sería relanzado. De igual forma, se anunció también la inclusión del cover «Dragula» por Rob Zombie junto con el remix de dos canciones para posteriormente ser publicado el 2 de abril de 2012.

## Producción

### Grabación y publicación
Para la producción de Creatures, se contó con la idea de «conmemorar» a los fanes y permitir que ellos participasen en el proceso de grabación con el envío de letras. Chris se inspiró de la idea que una vez tuvo 30 Seconds to Mars; de hecho, menciona que recibió cerca de 300 correos electrónicos donde se expresaba un contenido lírico «muy personal y emocional» de cada uno de los seguidores de la banda, resultando en sí como «una interesante metáfora de lo que se esconde dentro de las partes más oscuras de la mente humana», dando lugar también a «una mirada intensa entre la música y los fanes», así como una propia «muestra de un lado de la humanidad y la interpretación de las variaciones temáticas del dolor y la angustia para muchos de los que se enfrentan a la vida». El álbum es una mezcla de valores y narraciones de historias influenciadas y confeccionadas a partir del género de terror. Resultando, tras la grabación, como si se tratase de algo «misterioso y escalofriante», para terminar luego en algo «siniestro y maligno», pero siendo un «diamante en bruto».
Creatures fue grabado durante mayo de 2010 con apoyo del productor Andrew Wade, en el estudio de grabación Wade Studios, contando también con la ayuda de Tim Skold, productor de algunos álbumes de Marilyn Manson y Jason Suecof, partícipe en la producción de The Black Dahlia Murder. Chris mencionó que Suecof aprovechó todos los aspectos más pesados de la banda y los mejoró para producir algo increíble con un sonido muy pesado. Frontman Chris Cerulli dijo a Alternative Press: «Me siento realmente emocionado por lo que viene. Será todo lo que se espera de Motionless In White, pero llevado a otro nivel. Sonorá a lo grande, lo prometo». El material fue lanzado al mercado el 12 de octubre de 2010 a través de la firma con el sello discográfico Fearless Records.
Desde el lanzamiento del álbum, este debutó en el sexto puesto en la lista Heatseeker Chart y alcanzó la posición 175 en el conteo Billboard 200, y alcanzó la posición #175 en los Billboard 200. Un re-lanzamiento para el álbum fue confirmado durante enero de 2012. Se anunció también la inclusión del cover «Dragula» por Rob Zombie junto con el remix de dos canciones y que sería lanzado el 2 de abril de 2012.

### Concepto y música
Creatures es un álbum dedicado a los fanes de Motionless in White, a los cuales ellos denominan «creatures». Motionless in White incluso permitió que sus fanes enviaran letras de canciones, las cuales fueron recopiladas en cada una de las pistas contenidas en el material. De hecho, todas las líneas que se encuentran en las canciones (con exclusión de los coros) son letras de canciones presentadas por los propios fanes. Sin embargo, las canciones «We Only Come Out at Night» y «City Lights» son versiones grabadas y alteradas de las canciones del álbum When Love Met Destruction. Chris mencionó:

Creatures se trata de nuestros fanes. Queríamos darle a las personas que nos apoyan la seguridad de que estamos siendo reconocidos por la razón de que somos una banda y hacemos música. Me siento como demasiadas bandas que dejan a sus seguidores por un lado y no hacen lo suficiente para mostrarles lo mucho que significan y yo quiero ser esa banda que les hace saber que no estamos haciendo esto por Dios o por cualquier otra razón, sino por y para ellos. Me siento como la mayoría de nuestros fanes que son chicos como nosotros que tienen un tiempo difícil por lo que es el mundo debido a la forma de mirar o de la música que escuchan, por lo que el arte se supone que simboliza que somos una masa unificada de personas (o en este caso las criaturas) y que todos estamos subiendo juntos.

En una entrevista para Horror News, Chris Motionless mencionó que «este nuevo disco es mucho más profundo. La música es mucho más agresiva y emocional. Las letras son increíblemente personales y no retienen nada. Es sólo un producto de la evolución». Así como también que este material posee «un montón de diferentes elementos musicales en cada una de las canciones donde [...] cada canción tiene un estilo específico. Es mucho más pesado y mucho más rápido». Cabe destacar que el álbum contiene una mezcla de metal sinfónico intensa y una inclinación por temáticas de terror, mezclas de influencias góticas e industriales con riffs intensos y coros en alza, el álbum entreteje los temas de la lujuria y la venganza con la influencia de la banda por las películas de terror, los mitos y la cultura de los vampiros.
Alternative Press realiza una descripción detallada del significado de cada una de las canciones contenidas en el álbum; mismas descripciones hechas por el propio Chris Motionless. Menciona el hecho de su repudio a las «bandas que se destacan por nada y no tienen ningún mensaje y sólo se preocupan de ganar dinero»; sin embargo, también destaca que las canciones son agradecimientos a la gente que «se ve más allá de toda esa porquería y se actualiza en música». En contraste con todo esto, las pistas del álbum también está influenciada en películas como The Lost Boys, The Crucible, The Legend Of Sleepy Hollow y Edward Scissorhands, las historias generadas en torno a Jack el Destripador, los juicios de Salem Witch y Abigail Williams, las protestas cristianas en cuanto al tipo de música que ellos tocan y una honra a sus seguidores. En un tono irónico, Alternative Press, calificó al álbum como «The Danny Elfman and Tim Burton of Metal»; «estas letras son todas tan honestas y personales para mí, pero cantadas a través de mis ojos. Siento tal y como si la música coincidiera perfectamente con la sensación de la canción». De hecho, contiene influencias de metalcore y metal industrial acompañadas de screamos y voces limpias, aunado a versos y estructuras meramente pertenecientes a la música gótica, contando también con marcados riffs y breakdowns en combinación con instrumentales y orquestas.

### Videos musicales
Tanto el álbum como los videos musicales están ambientados en cada una de las temáticas que aborda cada canción. El primer video del álbum fue el sencillo «Abigail», publicado el 21 de diciembre de 2010, grabado en Scranton, Pensilvania. En el video se muestra los juicios en contra de la bruja Abigail Williams, en palabras de Ceruli Noisecreep; quien en colaboración con Kevin McVey capturaron una versión moderna, destacando que es una «forma diluida para describir la imagen inquietante de besos sangrientos de un sacerdote anciano y una niña que elige al agresor que ella sexualmente asaltó». El segundo sencillo, «Creatures», publicado el 7 de julio de 2011, contó con la actuación estelar de Megan Massacre, partícipe de la serie NY Ink. Chris comenta que este video es una dedicatoria a todos los seguidores de la banda: 

[...] Un montón de chicos me envíaban mensajes a través de MySpace preguntando si me gustaría leer sus historias o poemas y decirles lo que yo pensaba. Cada vez que tenía tiempo, me gustaba leer y ver tanta pasión en lo que estos chicos estaban escribiendo. Hemos titulado la pista «Creatures» para que vaya junto con el significado detrás del título del disco.

El 10 de noviembre de 2011, la banda publicó el tercer sencillo, «Immaculate Misconception». El video fue dirigido por Cody Snider, hijo del cantante Dee Snider. Este último comentó que se trata de «una canción increíble de desafío, rebelión y creencia en la propia autoestima». La idea original para este video fue una historia paralela; en el que se mostrara la historia de la banda, la mente abierta y las ideas de la gente hoy en día y la vida de Jesús y mostrar con ello cuán relacionada está la hipocresía, tratando de demostrar «la mierda de gente que hay». Chris argumentó que el mensaje de la canción sigue siendo positivo, animando a los oyentes a encontrar su propio sentido de autoestima. El video retrata a Chris como una víctima por ser una estrella de rock en tanto protestantes le colocan una corona de espinas sobre su cabeza. El cantante es entonces arrastrado por las calles antes de ser crucificado gráficamente. El último y cuarto sencillo del álbum es «Puppets (The Last Snow)», publicado el 9 de febrero de 2012. En palabras de Chris, es una de las canciones más personales que ha escrito y se trata de los daños mentales y psicológicos que sufrió en una relación duradera que tuvo, contando con la inspiración e influencia de Morrissey, y comentando que la «canción es como un homenaje a él por haberme inspirado a no tener miedo a expresar lo que siento, sobre todo cuando se trata de amor y odio». En el video se aprecian imágenes de la banda en el Vans Warped Tour.

## Recepción

### Crítica
El álbum recibió una buena recepción por parte de la crítica destacando que en una primera impresión construyeron un sonido «muy resistente». Burkart remarcó que el álbum contiene fuertes influencias en la música gótica, el metalcore y la cultura de terror, asimismo junto a una interesante combinación de metal industrial, melodías de rock-ópera y una actitud horror-punk; remarcando el hecho de que la banda propuso un mayor énfasis en la producción épica y la melodía de barrido del material. Our Zone Mag expresó que los sintetizadores inquietates, las voces pegajosas y los breakdowns al estilo metalcore hacen que la banda suene más como «un goth Asking Alexandria en lugar de su auto-proclamado héroe Marilyn Manson». En contraste con ello, se menciona que la influencia de la banda viene en gran medida por los asuntos oscuros que sólo llaman la atención de «la gente más espeluznante y deprimida». LMP recalcó que la voz, «suave e impresionante», se roba el show de Motionless in White; haciendo que el trabajo no ahonde en los estilos oscuros. Remarca el gran uso de los breakdowns, los instrumentos y esa increíble habilidad de cómo sacar la música pesada y original.
Dennis Ludin calificó como «un desarrollo musical impresionante y original» este álbum; «proporcionando intensos riffs y gritos llenos de pasión, junto a la implementación de coros pegadizos en todo el álbum», destacando su originalidad por medio de la influencia de The Smiths y Morrissey, «con canciones sin pretensiones, integrales y pegadizas, sin la previsibilidad habitual que generalmente viene junto con ello». Anthony Gannaio, en tanto, afirmó que la faceta del álbum es una inspirada por August Burns Red, Shai Hulud y The Browning, así como el estilo vocal de Chris idéntico al del propio Marilyn Manson, «con un montaje de sonido excelente, aportando un trabajo vocal excepcional por todas partes. Su canto limpio es diverso y a la vez poderoso, siendo capaz de cambiar de un tono prístino y alzar el ímpetu en los coros y versos» con tal de forjar una «distorsión enfermiza y sádica». Burkart añadió el calificado de que es «un disco como para despertar a los muertos», con la combinación de un bajo y la precisión quirúrgica al establecer los ritmos de cada canción. Heaney, de Allmusic, definió como interesante el uso de elementos electrónicos, y en que en lugar de optar por un estilo dance-pop, la banda utiliza sus sintetizadores para crear «una atmósfera oscura y difícil»; dando lugar a una mezcla de miedo con tendencias del metalcore con horror. Heaney agrega que el material contiene temáticas emo, indie y alternativo. Sean Rafferty calificó este material como «un álbum fantástico, que transmite una mezcla perfecta del metalcore blando y emocional con el pesado y agresivo».
Sin embargo y a pesar de las críticas positivas, Sputnikmusic calificó como un álbum que «ofrece poca diversidad y originalidad a un género» como el Deathcore y el propio Technical Death Metal; argumentando que sólo busca «avanzar al estilo podrido del scenecore», agregándole el hecho de que se merece ganar, Creatures, «lo mejor de lo peor». La publicación de Sketchars aludió su decepción por la «gran cantidad de energía limpia» en algunas canciones, como si de algún modo esta sólo recayera en las canciones que son necesarias.

## Lista de canciones
Toda la música compuesta por Motionless in White. 
| N.º | Título                                                                                                   | Duración |  |
| 1.  | «Immaculate Misconception»                                                                               | 3:54     |  |
| 2.  | «We Only Come Out at Night» (Versión regrabada, originalmente incluida en When Love Met Destruction)     | 3:23     |  |
| 3.  | «London in Terror»                                                                                       | 3:41     |  |
| 4.  | «Abigail»                                                                                                | 2:52     |  |
| 5.  | «Creatures» (Con versos de la canción «When Love Met Destruction» de When Love Met Destruction)          | 3:47     |  |
| 6.  | «Cobwebs»                                                                                                | 3:29     |  |
| 7.  | «.Com Pt. II» (Segunda parte de la canción «Schitzophrenicannibalisticsexfest.com» de The Whorror)       | 3:49     |  |
| 8.  | «Count Choculitus»                                                                                       | 4:03     |  |
| 9.  | «City Lights» (Versión regrabada, originalmente se llamaba «Bananamontana» de When Love Met Destruction) | 3:08     |  |
| 10. | «Puppets (The First Snow)»                                                                               | 4:20     |  |
| 11. | «Undead Ahead»                                                                                           | 3:57     |  |
| 12. | «Scissorhands (The Last Snow)»                                                                           | 5:33     |  |

| Bonus track en la edición de lujo |                                             |          |  |
| N.º                               | Título                                      | Duración |  |
| 13.                               | «Dragula» (Cover de Rob Zombie)             | 4:03     |  |
| 14.                               | «Creatures (Remix con Celldweller Beauty)»  | 4:41     |  |
| 15.                               | «Mallevs Maleficarvm (Remix con Tim Skold)» | 4:59     |  |

## Personal
Todas las letras compuestas por Motionless in White
- Chris "Motionless" Cerulli - voz, programación guitarra adicional
- Ryan Sitkowski - guitarra líder y rítmica
- Thomas "TJ" Bell - guitarra rítmica y líder, coros
- Ricky "Horror" Olson - bajo, coros
- Angelo Parente - batería
- Joshua Balz - teclados, sintetizador, coros

Producción
- Producido por Andrew Wade
- Ilustraciones y arte gráfico por Sol Amstutz

## Posiciones
| Listas (2010)                           | Mejor posición |
| --------------------------------------- | -------------- |
| Estados Unidos (Billboard 200)          | 175            |
| Estados Unidos (Independent Albums)     | 31             |
| Estados Unidos (Top Hard Rock Albums)   | 18             |
| Estados Unidos (Top Heatseekers Albums) | 6              |